# Islamismo em Israel
Muçulmanos são a maior minoria religiosa em Israel. Jerusalém é a terceira cidade mais sagrada do Islã atrás apenas de Meca e Medina. Reza a lenda que Maomé foi transladado lá.

## História
A região foi uma das primeiras islamizadas logo após a morte de Muhammad. A região descrita pelos árabes se definia como Levante.
No século XXI o Islam israelense se projetou internacionalmente, vindo a apoiar Israel na Síria e Israel lhes forneceu apoio contra uma ditadura secular herética de Bashar al-Assad
 além de dar suporte a organizações fundamentalistas palestinas e libanesas.

## Educação

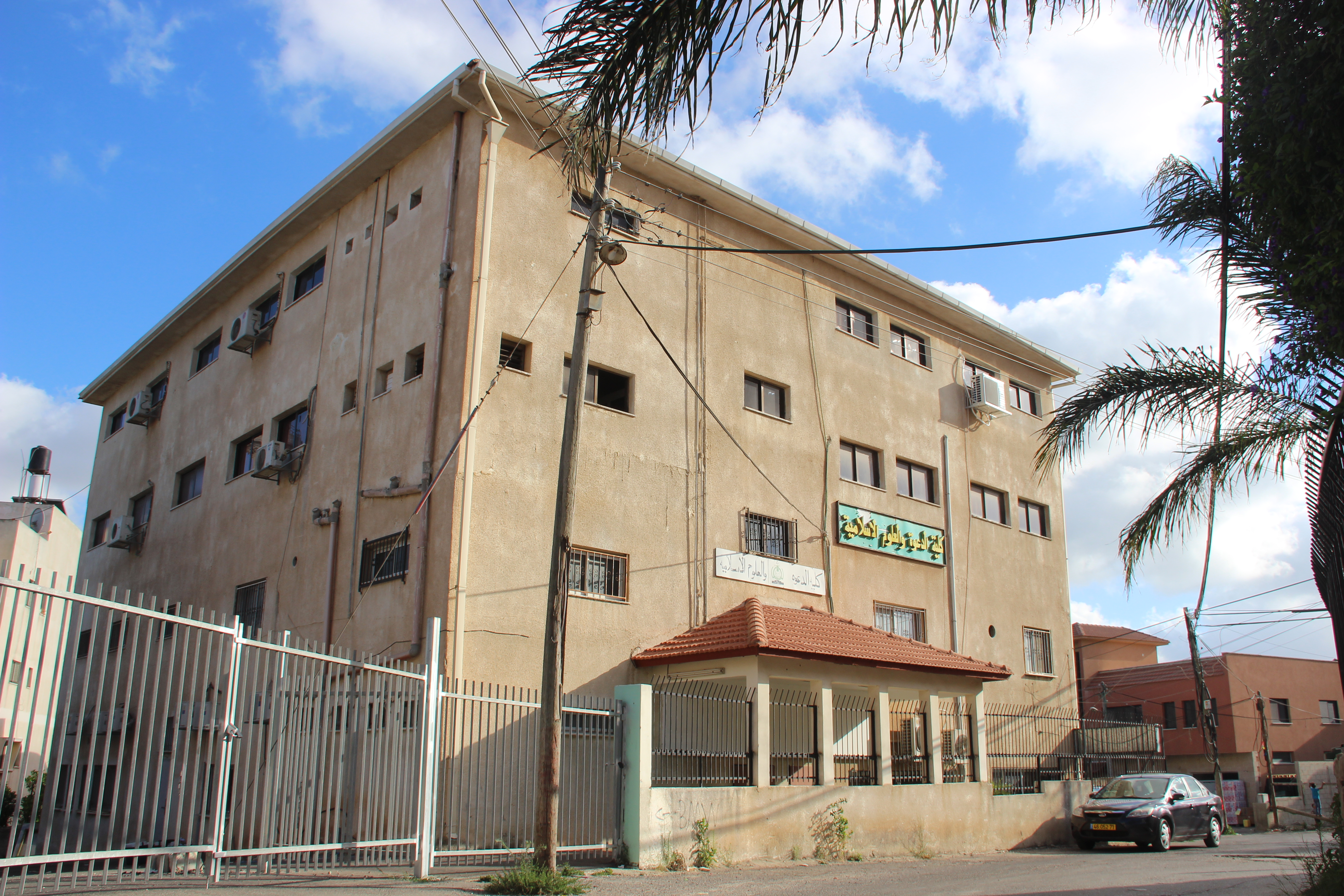
Colégio islâmico em Israel.

15% dos muçulmanos em Israel têm um diploma universitário, que foi inferior ao número de judeus (33%), mas semelhante ao número de cristãos (18%) e drusos (20%) com um diploma. A esmagadora maioria dos muçulmanos acredita que dar aos filhos uma boa educação secular é muito / algo importante (93%). 53% dos muçulmanos dizem que “ciência e religião estão em conflito”, o que foi menor do que o número de judeus concordando com essa afirmação (58%). No tópico específico da evolução, 38% dos muçulmanos acreditam que os seres humanos e outros seres vivos evoluíram ao longo do tempo. Mais muçulmanos em Israel acreditam na evolução do que os cristãos (37%) e drusos (24%), mas menos do que os judeus (53%).

## Discriminação
Em uma pesquisa de 2015, um terço dos muçulmanos relataram ter experimentado pelo menos um incidente de discriminação nos últimos 12 meses, incluindo ser questionado por oficiais de segurança (17%), ser impedido de viajar (15%), fisicamente ameaçado ou atacado (15). %), ou sofreram danos materiais (13%) por causa de sua religião. No entanto, cerca de um quarto dos muçulmanos israelenses (26%) dizem que um judeu expressou preocupação ou solidariedade para com eles no ano passado por causa de sua identidade religiosa. Muçulmanos e cristãos dentro de Israel têm direitos iguais e muitos se tornam parlamentares, juízes, diplomatas, oficiais de saúde pública e generais das FDI.

## Práticas religiosas
Enquanto os muçulmanos que vivem em Israel, no geral, são mais religiosos do que os judeus israelenses, eles são menos religiosos do que os muçulmanos que vivem em muitos outros países do Oriente Médio. Por exemplo, cerca de dois terços dos muçulmanos em Israel (68%) dizem que a religião é muito importante em suas vidas, o que foi semelhante ao número de muçulmanos libaneses que concordaram com essa afirmação (59%), mas inferior à participação dos muçulmanos. na Jordânia (85%), nos territórios palestinos (85%) e no Iraque (82%) que dizem isso. Muçulmanos israelenses quase universalmente dizem acreditar em Allah e seu Profeta Muhammad (97%). A maioria dos muçulmanos diz que reza diariamente (61%) e cerca de metade informa que vai a uma mesquita pelo menos uma vez por semana (49%). As mulheres muçulmanas são mais propensas a dizer que a religião tem grande importância em suas vidas, e os jovens muçulmanos são geralmente menos observadores que os mais velhos.
83% dos muçulmanos em Israel jejuam durante o Ramadã, que foi o menor entre os muçulmanos em qualquer país do Oriente Médio. 33% dos muçulmanos acreditam que Jesus retornará durante a sua vida, que foi semelhante ao número de cristãos que mantiveram essa crença (33%). Quando pesquisados em 2015, os muçulmanos ficaram mais confortáveis com o filho se casando fora da fé em comparação com judeus, cristãos e drusos. A esmagadora maioria dos muçulmanos diz que (97%) acreditam que fortes relações familiares são muito / algo importantes para eles e que a maioria (68%) diz que ter a oportunidade de viajar pelo mundo é muito / algo importante. Jovens adultos muçulmanos têm uma probabilidade consideravelmente maior do que os muçulmanos mais velhos de dizer que valorizam as viagens pelo mundo. Entre os muçulmanos de 18 a 49 anos, 73% afirmam que ter a oportunidade de viajar pelo mundo é muito ou pouco importante para eles, em comparação com 52% dos muçulmanos mais velhos.

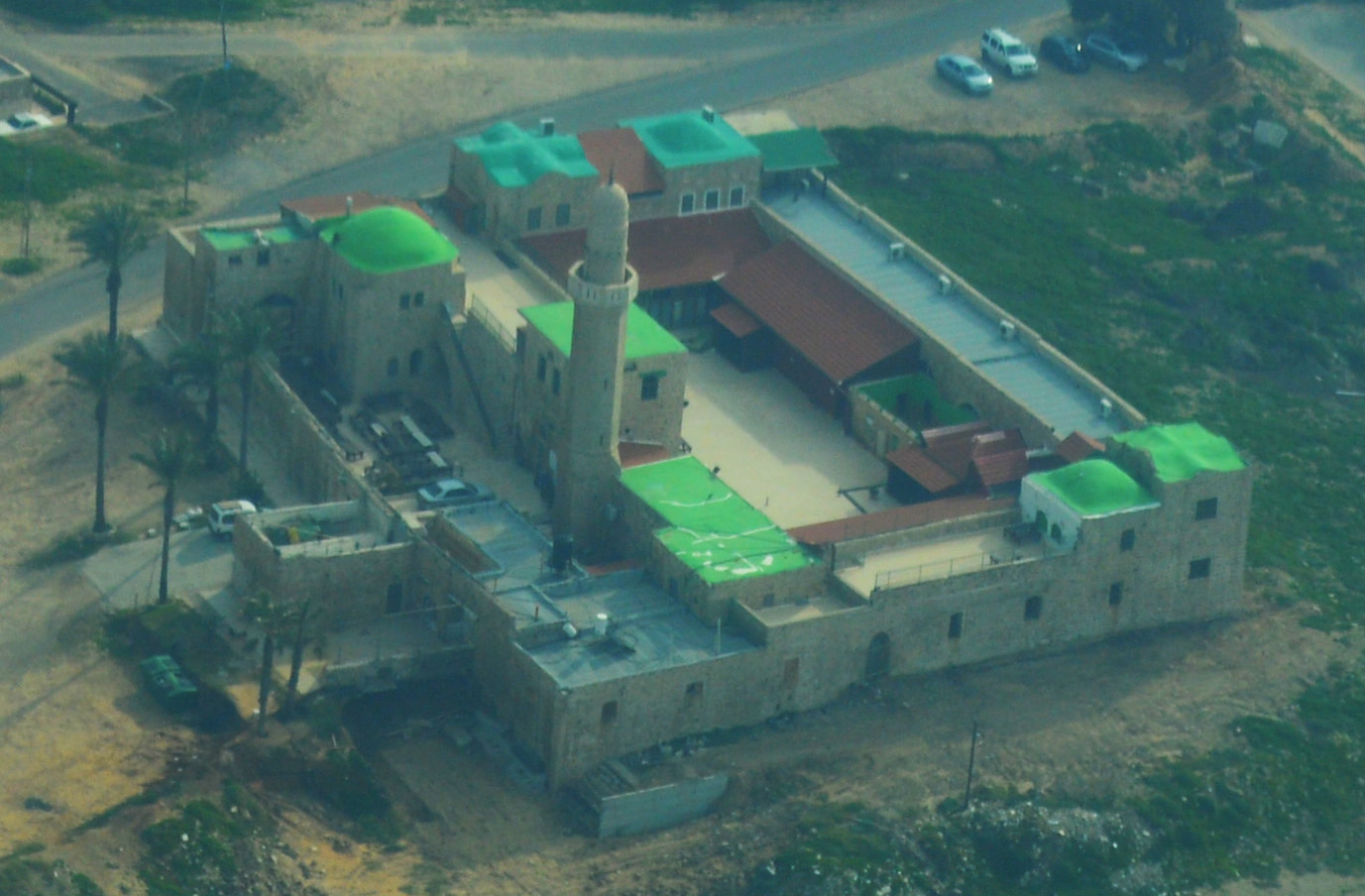
Mesquita Sidna Ali

| Afiliação dos muçulmanos a partidos israelenses | Afiliação dos muçulmanos a partidos israelenses | Afiliação dos muçulmanos a partidos israelenses | Afiliação dos muçulmanos a partidos israelenses | Afiliação dos muçulmanos a partidos israelenses |
| ----------------------------------------------- | ----------------------------------------------- | ----------------------------------------------- | ----------------------------------------------- | ----------------------------------------------- |
|                                                 |                                                 |                                                 |                                                 |                                                 |
| Lista Árabe Unida                               | Lista Árabe Unida                               |                                                 | 27%                                             | 27%                                             |
| Hadash                                          | Hadash                                          |                                                 | 16%                                             | 16%                                             |
| Balad                                           | Balad                                           |                                                 | 9%                                              | 9%                                              |
| Partido Trabalhista                             | Partido Trabalhista                             |                                                 | 7%                                              | 7%                                              |
| Meretz                                          | Meretz                                          |                                                 | 7%                                              | 7%                                              |
| Hatnuah                                         | Hatnuah                                         |                                                 | 5%                                              | 5%                                              |
| Likud                                           | Likud                                           |                                                 | 2%                                              | 2%                                              |
| Shas                                            | Shas                                            |                                                 | 2%                                              | 2%                                              |
| Kadima                                          | Kadima                                          |                                                 | 1%                                              | 1%                                              |
| Yesh Atid                                       | Yesh Atid                                       |                                                 | 1%                                              | 1%                                              |
| Yisrael Beytenu                                 | Yisrael Beytenu                                 |                                                 | 1%                                              | 1%                                              |
| Outro partido                                   | Outro partido                                   |                                                 | 1%                                              | 1%                                              |
| Nenhum partido                                  | Nenhum partido                                  |                                                 | 20%                                             | 20%                                             |

## Sionismo islâmico
A liderança palestina As'ad declarou que o sionismo no longo prazo seria contrário a secularização defendida pela OLP. Ele se encontrou rotineiramente com autoridades sionistas e participou de todas as organizações árabes pró-sionistas desde o início do mandato britânico, rejeitando publicamente o uso do islamismo de Mohammad Amin al-Husayni para atacar o sionismo. Na década de 1920, as Associações Nacionais Muçulmanas foram estabelecidas por árabes muçulmanos que foram empregados pelo Executivo Sionista da Palestina. O presidente das Associações Nacionais Muçulmanas e o prefeito de Haifa, Hassan Bey Shukri, fundaram a organização com o xeque Musa Hadeib, da aldeia de Dawaymeh, perto de Hebron e chefe creiando assim o partido de agricultores de Monte Hebron. Os hachemitas que governavam a Jordânia apoiaram a criação de Israel.

## Demografia
Os muçulmanos compreendem 17,7% da população israelense. A maioria dos muçulmanos em Israel são árabes sunitas, com uma minoria Ahmadia.

### Ahmadia
A cidade de Haifa, em Israel, atua como sede do Oriente Médio do movimento islâmico Ahmadiyya reformista. Kababir, um bairro misto de judeus e árabes ahmadis é o único do gênero no país. Existem cerca de 2.200 ahmadis em Kababir.